# 拟海菊足扇贝
，是莺蛤目海扇蛤科Pedum属的一种。主要分布于新加坡、马来西亚、中国大陆、台湾，常出现在潮下带浅水域、滨珊瑚的块状珊瑚头中，营穴居生活。